# 蒂莫西·J·基廷

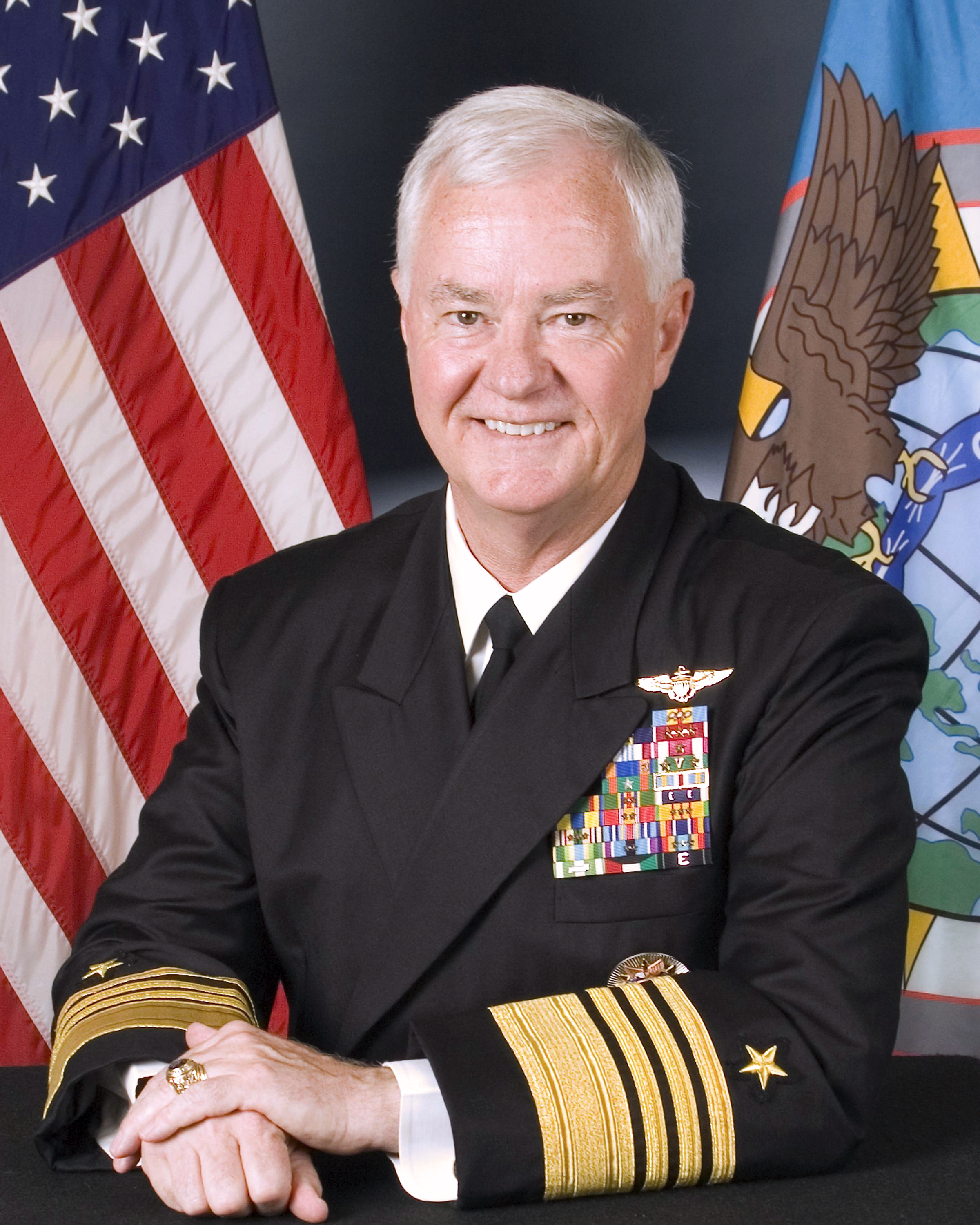
蒂莫西·J·基廷

蒂莫西·约翰·基廷（英語：Timothy John Keating，1949年11月5日俄亥俄州代顿），美国军人，海军上将，曾任北美空中防务司令部司令、美国北方司令部司令和美国太平洋司令部司令。